# Język lamba
Język lamba (także Chilamba lub Ichilamba) – język z rodziny bantu używany w zambijskich prowincjach Pasa Miedzionośnego, Centralnej, południowo-wschodniej części Prowincji Północno-Zachodniej oraz południowo-wschodniej części Kongo. W 2006 r. posługiwało się nim 219 tys. Zambijczyków.
Jest blisko spokrewniony z językami lub dialektami lima i temba.